# Pennāttūr
Pennāttūr är en ort i Indien.   Den ligger i distriktet Tiruvannamalai och delstaten Tamil Nadu, i den södra delen av landet, 1 800 km söder om huvudstaden New Delhi. Pennāttūr ligger 151 meter över havet och antalet invånare är 8 257.
Terrängen runt Pennāttūr är huvudsakligen platt, men åt sydost är den kuperad. Runt Pennāttūr är det tätbefolkat, med 383 invånare per kvadratkilometer. Närmaste större samhälle är Tiruvannamalai, 16,5 km väster om Pennāttūr. Omgivningarna runt Pennāttūr är en mosaik av jordbruksmark och naturlig växtlighet.